# Хлорид молибдена(V)
Хлорид молибдена(V) — неорганическое соединение, соль металла молибдена и соляной кислоты с формулой MoCl5, чёрные гигроскопичные кристаллы, реагирует с водой.

## Получение
- Реакция порошкообразного молибдена и хлора:

{\displaystyle {\mathsf {2Mo+5Cl_{2}\ {\xrightarrow {400-500^{o}C}}\ 2MoCl_{5}}}}
- Действие тетрахлорметана на оксид молибдена(VI):

{\displaystyle {\mathsf {2MoO_{3}+3CCl_{4}\ {\xrightarrow {240^{o}C}}\ 2MoCl_{5}+Cl_{2}+3CO_{2}}}}

## Физические свойства
Хлорид молибдена(V) образует чёрные гигроскопичные кристаллы моноклинной сингонии, пространственная группа C 2/m, параметры ячейки a = 1,731 нм, b = 1,781 нм, c = 0,6079 нм, β = 95,7°, Z = 12.
Растворяется в диэтиловом эфире, спиртах, тетрахлорметане, хлороформе, дихлорэтане.

## Химические свойства
- При сильном нагревании (в пара́х) в инертной атмосфере разлагается:

{\displaystyle {\mathsf {MoCl_{5}\ {\xrightarrow {>268^{o}C}}\ MoCl_{3}+Cl_{2}}}}
- Реагирует с влагой воздуха:

{\displaystyle {\mathsf {MoCl_{5}+H_{2}O\ {\xrightarrow {}}\ MoCl_{3}O+2HCl}}}
- Реагирует с водой:

{\displaystyle {\mathsf {2MoCl_{5}+5H_{2}O\ {\xrightarrow {}}\ MoO(OH)_{3}\downarrow +H_{2}[MoCl_{5}O]+5HCl}}}
- Реагирует с концентрированной горячей азотной кислотой:

{\displaystyle {\mathsf {2MoCl_{5}+HNO_{3}+2H_{2}O\ {\xrightarrow {90^{o}C}}\ MoO_{3}\downarrow +NO_{2}\uparrow +5HCl\uparrow }}}
- Реагирует с концентрированными щелочами:

{\displaystyle {\mathsf {MoCl_{5}+5NaOH\ {\xrightarrow {}}\ MoO(OH)_{3}\downarrow +5NaCl+H_{2}O}}}
- Окисляется при нагревании кислородом воздуха:

{\displaystyle {\mathsf {2MoCl_{5}+O_{2}\ {\xrightarrow {200^{o}C}}\ 2MoCl_{4}O+Cl_{2}}}}
- Восстанавливается водородом до молибдена при 900 °C и до хлорида молибдена(III) при 250 °C:

{\displaystyle {\mathsf {2MoCl_{5}+5H_{2}\ {\xrightarrow {900^{o}C}}\ 2Mo+10HCl}}}
{\displaystyle {\mathsf {MoCl_{5}+H_{2}\ {\xrightarrow {250^{o}C}}\ MoCl_{3}+2HCl}}}
- При восстановлении алюминием в эфирном растворе под давлением монооксида углерода образуется гексакарбонил молибдена:

{\displaystyle {\mathsf {3MoCl_{5}+18CO+5Al\ {\xrightarrow {100^{o}C}}\ 3Mo(CO)_{6}+5AlCl_{3}}}}
- Восстанавливается иодоводородом до иодида молибдена(IV):

{\displaystyle {\mathsf {2MoCl_{5}+10HI\ {\xrightarrow {}}\ 2MoI_{4}+I_{2}+10HCl}}}
- При растворении в сжиженном сернистом газе образует оксохлорид:

{\displaystyle {\mathsf {MoCl_{5}+SO_{2}\ {\xrightarrow {}}\ MoOCl_{3}+SOCl_{2}}}}
- Восстанавливается сульфидом натрия до дисульфида молибдена:

{\displaystyle {\mathsf {2MoCl_{5}+5Na_{2}S\ {\xrightarrow {}}\ 2MoS_{2}+10NaCl+S}}}

## Применение
- Получение порошков молибдена.
- Нанесение покрытия молибдена на неметаллические поверхности.